# 小野将梦
小野将夢（日语：／ Ono Masamu，12月3日—）是日本男聲優，隸屬於青二事務所。

## 出演
※粗體字為主要角色

### 電視動畫
2019年
- 鬼太郎（第六部）（阿形健人[1]）
- 名偵探柯南（チョー君）
- 廚病激發BOY（吉住委員長）

2020年
- number24（近衛素直[2]）
- 夢夢貓（火辺野もへじ）
- 輝夜姬想讓人告白？～天才們的戀愛頭腦戰～（豐崎三郎）

2021年
- 工作細胞!!（一般細胞1）
- SK∞（同級生、觀眾、記者）
- 花樣滑冰Stars（前島的朋友）
- 堀與宮村（男子高中生）
- ONE PIECE（以藏〈小孩時期〉）
- 境界觸發者 2nd season（隐岐孝二[3]）
- 86－不存在的戰區－（智世·欧森）
- 卡片戰鬥!! 先導者 overDress（友人）
- 七騎士 革命 -英雄的繼承者-（學生）
- 暮蟬悲鳴時卒（達文西的客人）
- D_CIDE TRAUMEREI THE ANIMATION（少年）
- 境界觸發者 3rd season（隱岐孝二）
- 境界戰機（反抗軍隊員、八咫烏隊員）
- 數碼寶貝幽靈遊戲（飛蜂獸）

2022年
- 薔薇王的葬列（男性貴族A）
- 擅長捉弄人的高木同學3（荒木）
- SLOW LOOP-女孩的釣魚慢活-（男子）
- 86－不存在的戰區－（男性）
- 平凡職業造就世界最強 2nd season（仁井明人）
- 輝夜姬想讓人告白-超級浪漫-（豐崎三郎）
- Love All Play（有村哲也[4]）

### 遊戲
2018年
- 真·三國無雙8（武将[5]）
- 噬神者3（キース・ペニーウォート[6]）

2021年
- 戰國無雙5 （毛利輝元）
- 月姫 -A piece of blue glass moon-

2024年
- 東京謎影者（艸樂陽）

## 外部連結
- 事務所介紹 （页面存档备份，存于）